# Джиммі Феллон
Джеймс Томас Феллон (нар. 19 вересня 1974) — американський комік, актор, телеведучий, співак, письменник і продюсер. Відомий своєю роботою на телебаченні як учасник акторського складу в телевізійному шоу «Суботнього вечора в прямому ефірі» і як ведучий ток-шоу «Вечірнє шоу з Джиммі Феллоном».

## Раннє життя
Джеймс Томас Феллон народився 19 вересня 1974 року в районі Бей-Ридж у Брукліні, штат Нью-Йорк, син Глорії (до шлюбу Філі, 1949–2017) та Джеймса В. Феллона (народився 1948). Він ірландського, німецького та норвезького походження. Його бабуся по батькові, Луїза Шалла, була німецькою іммігранткою з Остерхольц-Шармбека, а батько його бабусі по матері, Ганс Говельсен, був норвезьким іммігрантом з Фредрікстада. Ще однією групою прапрадідусів були Томас Фаллон, ірландець із графства Голуей, і Луїза Стікевер, дочка ірландця, який народився у Франції, та його ірландської дружини.
Батько Феллона провів свою юність, співаючи в гуртках вуп-вуп, які тоді служили у війні у В'єтнамі. Незабаром після народження сина він почав працювати майстром з ремонту машин в IBM у Кінгстоні, штат Нью-Йорк. 
Пізніше сім'я Феллон переїхала в місце неподалік від Соджертіс, Нью-Йорк. Джиммі описує своє дитинство як «ідилічне», тому що, на його думку, батьки занадто оберігали його. Йому і його сестрі Глорії не дозволяли виходити з дому, тому вони були змушені кататися на велосипедах в саду.
Феллон відвідував римсько-католицьку початкову школу St. Mary of the Snow в Соджертісе, Нью-Йорк. У дитинстві він мріяв стати священником, надихнувшись досвідом вівтарника, але пізніше Джиммі зацікавився комедією і пов'язав своє життя з нею. Феллон провів багато ночей, записуючи радіопрограму The Dr. Demento Show, де він відповідав як за гумор, так і за музику. Джиммі також був величезним фанатом вечірнього шоу «Суботнього вечора в прямому ефірі». У підлітковому віці він вражав своїх батьків перевтіленнями в Джеймса Кегні, Дейн Керві та інших зірок. Він також був шанувальником музики, і в 13 років почав грати на гітарі. В юності Феллон продовжив бути фанатом різних шоу, тому він влаштовував їх щотижневі перегляди в гуртожитку коледжу.

## Особисте життя
22 грудня 2007 одружився з Ненсі Джувонен, з якою до цього зустрічався 7 місяців. У подружжя є дві дочки, народжені сурогатною матір'ю — Вінні Роуз Феллон (народилася 23.07.2013) і Френсіс Коул Феллон (народилася 03.12.2014).

## Фільмографія

### Фільми
| Рік  | Назва                    | Оригінальна назва | Роль                  | Примітки |
| ---- | ------------------------ | ----------------- | --------------------- | -------- |
| 2000 | Майже знамениті          | Almost Famous     | Денніс Хоуп           |          |
| 2004 | Нью-Йоркське таксі       | Taxi              | детектив Енді Вошберн |          |
| 2006 | Я спокусила Енді Воргола | Factory Girl      | Чак Вейн              |          |
| 2022 | Вийду за тебе (фільм)    | Marry me          | Джиммі Феллон         |          |
| 2022 | Дух Різдва               | Spirited          | Джиммі Феллон         |          |

### Телевізійні шоу
| Рік              | Назва                             | Оригінальна назва                      | Роль                         | Примітки            |
| ---------------- | --------------------------------- | -------------------------------------- | ---------------------------- | ------------------- |
| 1998 – 2004      | Суботнього вечора в прямому ефірі | Saturday Night Live                    | в ролі самого себе           | 120 епізодів        |
| 2014 – тепер.час | Вечірнє шоу з Джиммі Феллоном     | The Tonight Show Starring Jimmy Fallon | в ролі самого себе (ведучий) |                     |
| 2019             | Хлопці                            | The Boys                               | в ролі самого себе           | Епізод: «Назва гри» |